# Knox County (Texas)
Das Knox County ist ein County im Bundesstaat Texas der Vereinigten Staaten. Das U.S. Census Bureau hat bei der Volkszählung 2020 eine Einwohnerzahl von 3.353 ermittelt. Der Sitz der County-Verwaltung (County Seat) befindet sich in Benjamin. Das County gehört zu den Dry Countys, was bedeutet, dass der Verkauf von Alkohol eingeschränkt oder verboten ist.

## Geographie
Das County liegt nördlich des geographischen Zentrums von Texas, etwa 70 km vor der Grenze zu Oklahoma und hat eine Fläche von 2216 Quadratkilometern, wovon 17 Quadratkilometer Wasserfläche sind. Es grenzt im Uhrzeigersinn an folgende Countys: Foard County, Baylor County, Haskell County und King County.

## Geschichte
Knox County wurde am 1. Februar 1858 aus Teilen des Bexar County und Young County gebildet. Die Verwaltungsorganisation wurde am 20. März 1886 abgeschlossen. Benannt wurde es nach Henry Knox, einem General im Amerikanischen Unabhängigkeitskrieg, der in der Schlacht von Bunker Hill kämpfte, und ersten Kriegsminister der Vereinigten Staaten.

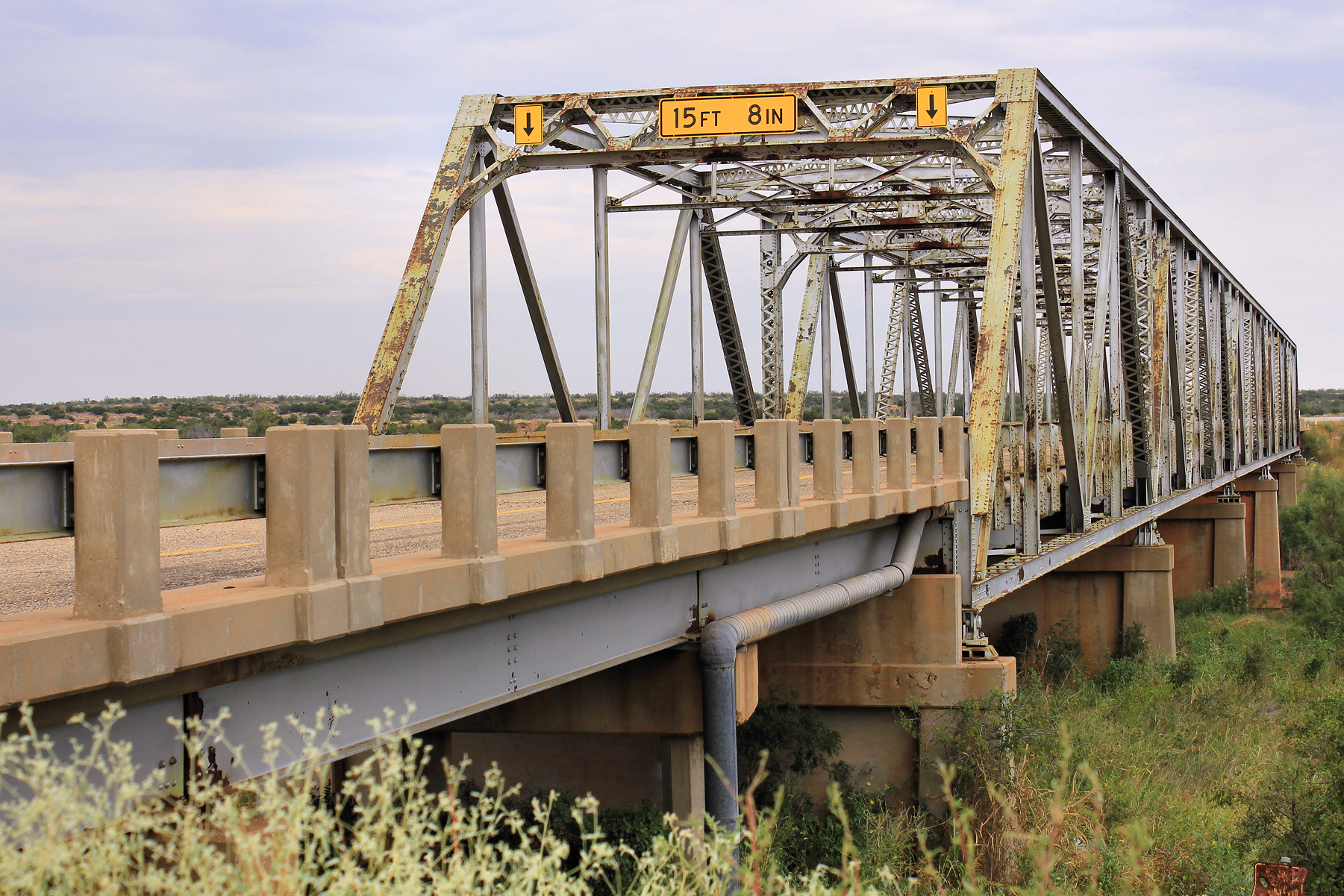
State Highway 16 Bridge at the Brazos River (2015)

Eine Struktur im County ist im National Register of Historic Places („Nationales Verzeichnis historischer Orte“; NRHP) eingetragen (Stand 25. November 2021), die State Highway 16 Bridge at the Brazos River.

## Demografische Daten

Alterspyramide des Knox Countys (Stand: 2000)

Nach der Volkszählung im Jahr 2000 lebten im Knox County 4.253 Menschen; es wurden 1.690 Haushalte und 1.166 Familien gezählt. Die Bevölkerungsdichte betrug 2 Einwohner pro Quadratkilometer. Ethnisch betrachtet setzte sich die Bevölkerung zusammen aus 74,4 Prozent Weißen, 6,9 Prozent Afroamerikanern, 1,1 Prozent amerikanischen Ureinwohnern, 0,2 Prozent Asiaten, 0,1 Prozent Bewohnern aus dem pazifischen Inselraum und 14,8 Prozent aus anderen ethnischen Gruppen; 2,6 Prozent stammten von zwei oder mehr ethnischen Gruppen ab. 25,1 Prozent der Einwohner waren spanischer oder lateinamerikanischer Abstammung.
Von den 1.690 Haushalten hatten 30,7 Prozent Kinder oder Jugendliche, die mit ihnen zusammen lebten. 56,0 Prozent waren verheiratete, zusammenlebende Paare 9,9 Prozent waren allein erziehende Mütter und 31,0 Prozent waren keine Familien. 29,6 Prozent waren Singlehaushalte und in 17,9 Prozent lebten Menschen im Alter von 65 Jahren oder darüber. Die durchschnittliche Haushaltsgröße betrug 2,44 und die durchschnittliche Familiengröße betrug 3,02 Personen.
27,7 Prozent der Bevölkerung war unter 18 Jahre alt, 5,6 Prozent zwischen 18 und 24, 22,9 Prozent zwischen 25 und 44, 21,0 Prozent zwischen 45 und 64 und 22,7 Prozent waren 65 Jahre alt oder älter. Das Medianalter betrug 40 Jahre. Auf 100 weibliche Personen kamen 89,4 männliche Personen und auf 100 Frauen im Alter von 18 Jahren oder darüber kamen 87,8 Männer.
Das jährliche Durchschnittseinkommen eines Haushalts betrug 25.453 USD, das Durchschnittseinkommen einer Familie betrug 30.602 USD. Männer hatten ein Durchschnittseinkommen von 25.571 USD, Frauen 20.865 USD. Das Prokopfeinkommen betrug 13.443 USD. 17,1 Prozent der Familien und 22,9 Prozent der Einwohner lebten unterhalb der Armutsgrenze.

## Städte und Gemeinden
Cities und Towns
- Benjamin
- Goree
- Knox City
- Munday

Gemeindefreie Gebiete
- Truscott
- Rhineland
- Vera